# Seguros Bolívar Open Cali 2010
Il Seguros Bolívar Open Cali 2010 è un torneo professionistico di tennis maschile giocato sulla terra rossa, che faceva parte dell'ATP Challenger Tour 2010. Si è giocato a Cali in Colombia dal 27 settembre al 3 ottobre 2010.

## Partecipanti

### Teste di serie
| Nazionalità | Giocatore              | Ranking* | Testa di serie |
| ----------- | ---------------------- | -------- | -------------- |
| Paraguay    | Ramón Delgado          | 135      | 1              |
| Brasile     | João Souza             | 138      | 2              |
| Colombia    | Carlos Salamanca       | 147      | 3              |
| Brasile     | Marcos Daniel          | 154      | 4              |
| Sudafrica   | Izak van der Merwe     | 162      | 5              |
| Brasile     | Rogério Dutra da Silva | 179      | 6              |
| Germania    | Andre Begemann         | 185      | 7              |
| Brasile     | Caio Zampieri          | 202      | 8              |

- Ranking al 20 settembre 2010.

### Altri partecipanti
Giocatori che hanno ricevuto una wild card:
- Juan Sebastián Gómez
- Roggan Gracie
- Giovanni Lapentti
- Eduardo Struvay

Giocatori passati dalle qualificazioni:
- Júlio César Campozano
- Leonardo Kirche
- José Pereira
- Daniel Yoo

## Campioni

### Singolare
Carlos Salamanca ha battuto in finale  Júlio Silva con il punteggio di 7–5, 3–6, 6–3

### Doppio
Andre Begemann /  Martin Emmrich hanno battuto in finale  Gero Kretschmer /  Alex Satschko con il punteggio di 6–4, 7–6(5)